# Lucienne de Rochefort
Lucienne de Rochefort född 1088, död 1137, var en fransk kronprinsessa, gift med kung Ludvig VI av Frankrike. 
Hon var dotter till seigneur Guy de Montlhery de Rochefort och dame Elisabeth de Crecy. Vigseln mellan Lucienne och Frankrikes tronföljare ägde rum 1104. Paret fick inga barn. Äktenskapet ogiltigförklarades av påve Pascal på grund av nära släktskap på Ludvigs initiativ i Troyes 1107. Lucinne gifte om sig med seigneur Guichard III av Beajeu, med vilken hon fick sex barn. 